# Kjell Rosén

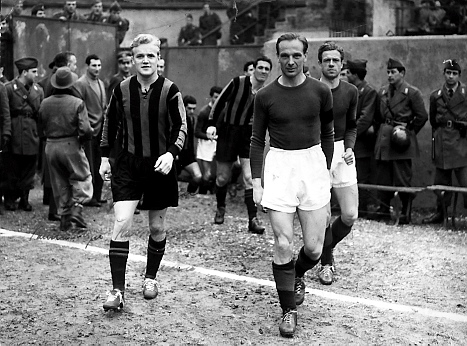
Rosén (r.) mit seinem Landsmann Lennart Skoglund bei einem Duell in der italienischen Serie A

Kjell Bertil Gunnar Rosén (* 24. April 1921 in Malmö; † 13. Juni 1999 in Bunkeflostrand, Gemeinde Malmö) war ein schwedischer Fußballspieler und -funktionär.

## Werdegang

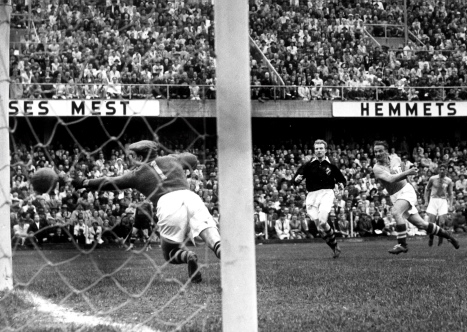
Rosén (r.) prüft den AIK-Torhüter Gustav Sjöberg

Rosén debütierte am 18. Oktober 1939 für Malmö FF in der Allsvenskan. Bis 1950 spielte er in Schweden und erzielte in 379 Spielen für MFF 108 Tore. Er wurde jeweils drei Mal schwedischer Meister und Pokalsieger. Anschließend wurde er Profi in Italien beim AC Turin. Von dort wechselte er zu Novara Calcio, wo er bis 1953 an der Seite der italienischen Stürmerlegende Silvio Piola spielte.
Rosén spielte 22 Mal für Schweden und erzielte sechs Länderspieltreffer. Bei den Olympischen Spielen 1948 holte er mit der Mannschaft die Goldmedaille. Nach seinem Wechsel nach Italien wurde er nicht mehr für die Landesauswahl nominiert, da der schwedische Verband Profifußball ablehnte. Daher wurde der bereits nominierte Rosén wie viele seiner im Ausland tätigen Landsleute wieder aus dem Kader für die Weltmeisterschaft 1950 gestrichen.
Nach Ende seiner aktiven Laufbahn kehrte Rosén nach Malmö zurück. Zeitweilig war er in die Jugendarbeit seines alten Vereins involviert. 1968 bis 1981 gehörte er dem Vereinsvorstand von MFF an.

## Erfolge
- Schwedischer Meister: 1944, 1949, 1950
- Schwedischer Pokalsieger: 1944, 1946, 1947
- Stor Grabb